# Kabupaten Banggai
Kabupaten Banggai är ett kabupaten i Indonesien.   Det ligger i provinsen Sulawesi Tengah, i den nordöstra delen av landet, 1 900 km öster om huvudstaden Jakarta. Antalet invånare är 323 626. Kabupaten Banggai ligger på ön Pulau Tongkulun.